# Север (Новосибирская область)
Се́вер — деревня в Чановском районе Новосибирской области. Входит в состав Красносельского сельсовета.

## География
Площадь деревни — 21 гектар.

## Население
| 2002 | 2007 | 2010 |
| ---- | ---- | ---- |
| 182  | ↗204 | ↘191 |

## Инфраструктура
В деревне по данным на 2007 год функционируют 1 учреждение здравоохранения и 1 учреждение образования.